# Kovářov (tvrz)
Kovářov je přestavěná tvrz ve stejnojmenném městečku v okrese Písek v Jihočeském kraji. Tvrz nejméně od začátku patnáctého století sloužila jako vrchnostenské sídlo malého panství, kterým byla až do konce šestnáctého století, kdy byla připojena k Orlíku. Budova s pozůstatky tvrze je chráněna jako kulturní památka. Nachází se v těsném sousedství kostela Všech svatých a její dominantní poloha v severozápadní části návsi zvyšuje průměrnou architektonickou hodnotu stavby.

## Historie
Na začátku patnáctého století byl Kovářov rozdělen mezi čtyři majitele. Jeden díl patřil vladyckému rodu Brusů z Kovářova, jejichž sídlem byla tvrz s poplužním dvorem. Matěj Brus roku 1415 prodal plat z kovářovské tvrze a dvora kanovníkům od kostela svatého Jiří. V roce 1421 dostal od krále Zikmunda za své služby při obraně Karlštejna kovářovský statek, který do té doby patřil milevskému klášteru: dvůr v Kovářově se třemi poddanými, vesnice Hrejkovice, Dmýštice, Pechovu Lhotu, Dobrošov, Vladyčín a zaniklou ves Jedlí. Matěj zemřel roku 1431 na Zvíkově a dědictví po něm si nárokoval zvíkovský purkrabí Kunát, který byl poručníkem Matějových dětí. Zásluhou Oldřicha z Rožmberka majetek dostala Matějova dcera Machna, která jej v roce 1455 zastavila strýci Janu Předborovi z Radejšína. Od něj roku 1461 získal původní klášterní díl do zástavy Jan z Rožmberka, který jej připojil ke Zvíkovu.
Před rokem 1465 se držiteli brusovské části Kovářova stali bratři Jan a Matěj z Jetřichovic. Jeden z nich se oženil s Machnou a jejich dcera Barbora roku 1497 prodala ves Kovářov s tvrzí, díly vsí Pechovy Lhoty, Petrovice, Záluží, Krchov a Kuní táborským měšťanům Janovi z Orlova a Janu Hruškovi z Trkova. Oba vlastnili po jedné polovině. Podíl Jana Orlovského zdědila vdova Markéta z Pelhřimova, ale po její smrti se majetek stal roku 1512 odúmrtí, kterou po dlouhých jednáních dostali roku 1542 Hruškové z Trkova. Jiří Hruška tak do roku 1534 vlastnil celou vesnici a statek odkázal svým synům, kteří si nechali roku 1549 zapsat do obnovených zemských desek tvrz, dvůr a ves Kovářov, dva poddanské dvory v Záluží, pustou ves Horní Vesce a poddanský dvůr v Dolních Vescích. Po Bohuslavově smrti se zbývající bratři rozdělili. Václav si ponechal tvrz se dvorem, pivovarem a částí vesnice, zatímco Jan dostal druhou část vsi, Horní Vesce se dvorem a Záluží. Sám založil Nový Kovářov.
Václav Hruška roku 1560 zapsal podíl na majetku manželce Kateřině z Radejšína a zemřel před rokem 1568 (podle Karla Třísky už okolo roku 1560). Václavovi synové Jan mladší a Jiří v roce 1568 prodali ves Kotýřinu. O tři roky později Jan vyplatil svého bratra, ale nakonec musel roku 1576 Kovářov prodat Janu Šturmovi z Hiršfeldu. Jan statek vlastnil do roku 1590, kdy prodal Kovářov, Vepice, Březí a Hostín Jindřichovi Čechočovickému z Čechočovic. Jindřich zemřel krátce poté a vdova Dorota roku 1592 uvedené vsi prodala Janovi Jiřímu ze Švamberka. Mezitím se v Novém Kovářově vystřídali dědicové Jiří mladší Hruška a Jan starší Hruška, po jehož smrti poručníci roku 1589 prodali Nový Kovářov s příslušenstvím Janovi Jiřímu ze Švamberka. Nový majitel oba statky spojil a připojil je k orlickému panství. Tvrz ztratila svou sídelní funkci a později ji koupil jeden z kovářovských poddaných.

## Stavební podoba
Část tvrze se dochovala v jednopatrovém domě čp. 25, v jehož severní části jsou valeně klenuté místnosti nejspíše renesančního původu, zatímco zbytek domu pochází ze druhé poloviny devatenáctého století. Dům má zvalbenou sedlovou střechu, která na jižní straně překrývá pavlač vedoucí po celé šířce štítové fasády. Pravou stranu hlavního průčelí a severní průčelí podepírá opěrák z lomového kamene. Fasádu horizontálně člení kordonová římsa. Renesanční jsou také pravoúhlé kamenné portály v přízemí.